# Skansen Kultury Ludowej i Ziemiańskiej w Kuligowie nad Bugiem

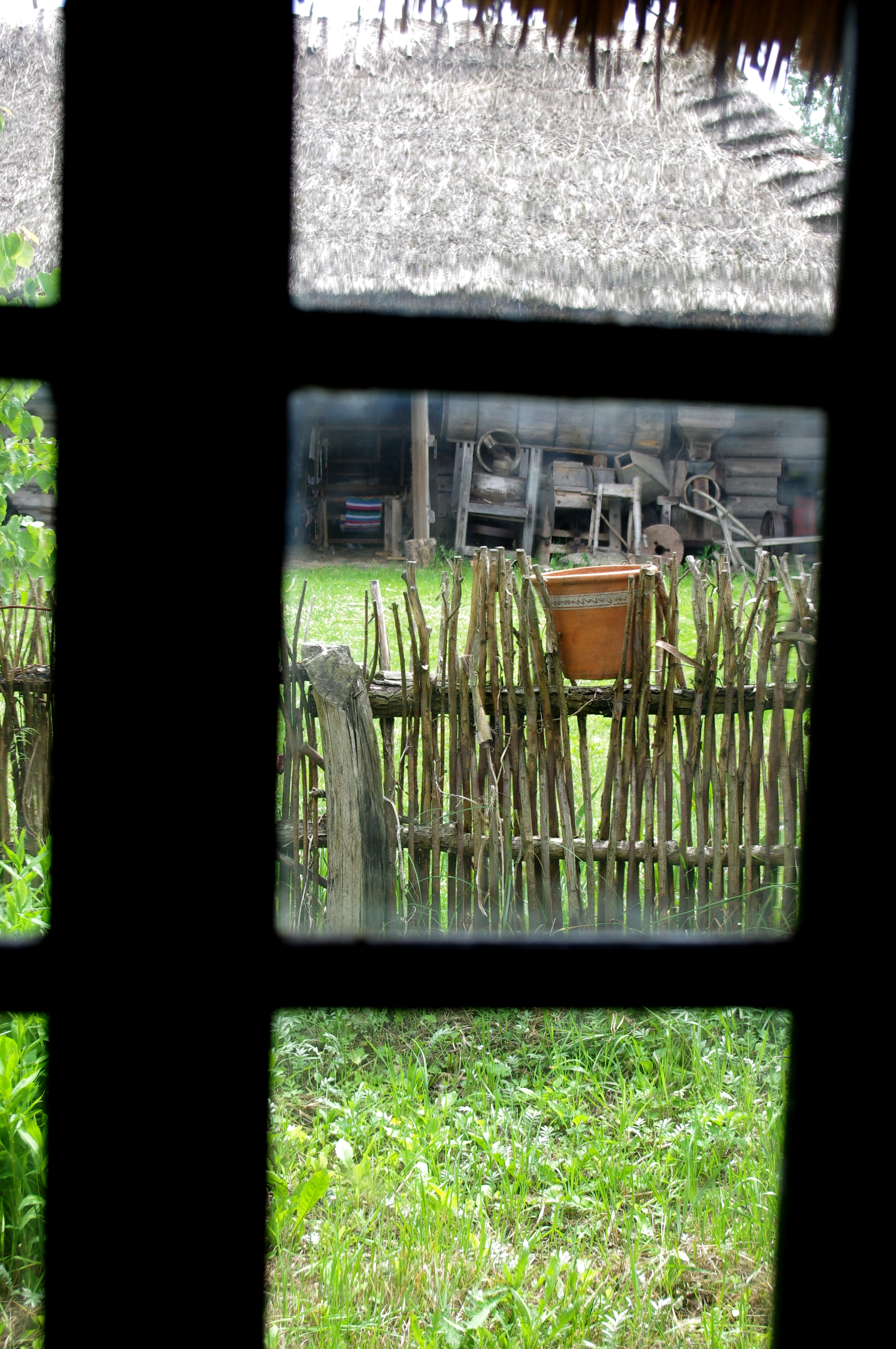

Skansen Kultury Ludowej i Ziemiańskiej – znajduje się we wsi Kuligów nad rzeką Bug w województwie mazowieckim, w powiecie wołomińskim, w gminie Dąbrówka.
Twórcą i właścicielem działającego od 2000 r., obiektu jest Wojciech Urmanowski, który poświęcił się gromadzeniu i odtwarzaniu minitury dawnej polskiej wsi w celu zachowania od zapomnienia dorobku lokalnej kultury materialnej. W Skansenie dostępne są dla zwiedzających takie dawne zabudowania jak między innymi: karczma, wozownia, kuźnia przydrożna, wiejska chata z początku XX w., obora, wiejska tokarnia, spichlerz, stodoła oraz dworek drobnoszlachecki. Skansenem administruje Fundacja Dziedzictwo Nadbużańskie. 
Na terenie Skansenu odbywają się także coroczne imprezy jak między innymi:
- Plener Malarsko-Rzeźbiarsko-Kowalski "Dziedzictwo Nadbużańskie"[3],
- Wołomiński Zlot Pojazdów Zabytkowych[4],
- Ogólnopolski Zjazd Kolekcjonerów Kultury Wsi i Małych Miast[5].

## Filmy
Na terenie skansenu kręcono sceny do następujących filmów i seriali:
- Pierścionek z orłem w koronie (1992) w reżyserii Andrzeja Wajdy,
- Zemsta (2002) w reżyserii Andrzeja Wajdy,
- Pornografia (2003) w reżyserii Jana Jakuba Kolskiego,
- Jasminum (2006) w reżyserii Jana Jakuba Kolskiego,
- Ryś (2007) w reżyserii Stanisława Tyma,
- Ranczo (serial)[6].